# کارلوس ارموسییو
کارلوس ارموسییو (انگلیسی: Carlos Hermosillo؛ زادهٔ ۱۴ اوت ۱۹۶۴) یک بازیکن فوتبال اهل مکزیک است.
از باشگاه‌هایی که در آن بازی کرده‌است می‌توان به استاندارد لیژ، باشگاه فوتبال گوادالاخارا، و باشگاه فوتبال لس‌آنجلس گلکسی اشاره کرد.
وی همچنین در تیم ملی فوتبال مکزیک بازی کرده است.